# GNOME 電卓
GNOME 電卓（グノームでんたく、旧名:Gcalctool）は、UNIX系オペレーティングシステムのデスクトップで利用可能な卓上計算機である。

## 概要
GNOME 電卓は、GNOMEデスクトップ環境で動作する。四則演算だけでなく、関数機能も備えている。これは、GPLのもとで配布されている自由ソフトウェアである。

## 開発の経緯
Rich Burridge の努力によって、 GNOME 2.4には、Gcalctoolが入ることになった。これは、それ以前Calctoolという名称で公開されてきた計算機の新バージョンであった。もともとは、1980年代後半に、comp.sources.unixで発表されたものである。Gcalctoolはgnome-utilsパッケージの中に入っていたGNOME Calculatorに取って変わるものである。

## 機能

### 基本モード
表示モードが4種類存在する。初期設定となっている標準モード（GNOME 電卓では「基本モード」と呼ばれる）では、一般的な四則演算が行える。40桁までの数字が入力可能である。基本モードに平方根、逆数、百分率、二乗などの機能ボタンを追加した、「拡張モード」も用意されている。キーボードから直接入力できるように、ショートカットも設定されてある。計算は、左から右へと行われ、算術上の優先順位は効かないので、算術上の優先順位が必要ならば、かっこを使う必要がある。
なお、標準モードの他に、以下の表示モードも備えている。

### 財務モード
複雑な財務機能が利用できる。

### 科学モード
三角関数や対数、論理機能など、数学機能が利用でき、ユーザが定義した機能や定数の保存も可能となっている。10進法以外に、2進法や8進法、16進法でも使用できる。